# Mansonia indiana
Mansonia indiana är en tvåvingeart som beskrevs av Edwards 1930. Mansonia indiana ingår i släktet Mansonia och familjen stickmyggor. Inga underarter finns listade i Catalogue of Life.